# Карла Бодендорф
Карла Бодендорф  (Ајлслебен, 13. август 1953) била је истичнонемачка атлетичарка, чија су специјалност биле спринтерске трке на 100 м и 200 метара.
На Олимпијским играма у Монтреалу 1976 била је чланица источнонемачке штафете 4 х 100 метара заједно са Марлис Елснер, Ренате Штахер и Бербел Екерт резултатом 42,55 поставила олимпијски рекорд и освојила златну медаљу. На истим Играма, завршила је као четврта у трку на 200 метара. 
Други међународни успех постигла је две године касније на Европском првенству у Прагу, када је освојила две бронзане медаље. Медаља освојена у трци на 200 м (22,98). била је њено највише међународно признање у појединачној конкуренцији. Другу бронзу освојила је са штафетом у саставу Јохана Клир, Моника Хаман, Карла Бодендорф и Марлис Гер (43,07 с).
Студирала је спорт и физичку културу у стручној школи у Магдебургу. Радила је као спортски тренер, а онда политичар и менаџер пројекта у Министарству унутрашњих послова Саксонија-Анхалт. Удата је за Јиргена Бодендорфа дугогодишњег скакача удаљ и троскокаша (није био учесник олипмијских игара), који је касније радио као фудбалски тренер у нижеразредним клубовима.

## Лични рекорди
- 100 м – 11,22 – Карл Маркс Штат 29. август 1976.
- 200 м – 22,64 – Монтреал 28. јул 1976.